# Maximilien Sforza
Pour les autres membres de la famille, voir Sforza.
Hercule Maximilien Sforza, en italien Ercole Massimiliano Sforza, né le 25 janvier 1493 à Milan et décédé officiellement le 4 juin 1530 à Paris, est duc de Milan, en Lombardie.

## Biographie
Maximilien est le premier fils du duc Ludovic Sforza (1452-1508) et de Béatrice d'Este (1475-1497), — elle-même fille d'Hercule Ier d'Este (1431-1505), duc de Ferrare, de Modène et de Reggio d'Émilie, et d'Éléonore de Naples (1450-1493).
Maximilien eut un frère, François, de deux ans son cadet et quelques demi-frères et demi-sœurs, nés pour la majeure partie avant le mariage de ses parents.
Sa mère, Béatrice, mourut lors de la naissance d'un enfant mort-né, le 2 janvier 1497.
En 1500, son père Ludovic est évincé du duché de Milan par le roi de France Louis XII et meurt en exil en mai 1508.
Maximilien devient l'héritier de la couronne ducale au début de l'année 1512 après le décès, le 17 janvier, du fils de Jean Galéas, Francesco. Cet enfant, né en 1491 et appelé il Duchetto (« le petit Duc »), avait trois ans lorsque son père meurt en octobre 1494. Faisant fi du droit de succession directe, son oncle Ludovic se fait nommer duc en ses lieu et place.

### Le départ des Français
Pour contrer les appétits territoriaux de Louis XII qui cherche à étendre ses possessions italiennes vers la Vénétie et dans le but de chasser les Français hors d'Italie, le pape Jules II a organisé, le 5 octobre 1511, avec Venise et les Espagnols de Naples, une sainte Ligue à laquelle vont adhérer les cantons suisses menés par l'évêque de Sion Matthieu Schiner, ainsi que l'Angleterre.
En dépit de la bataille de Ravenne, gagnée le 11 avril 1512 par les troupes françaises, les 18 000 soldats suisses déferlent sur la Lombardie et parviennent à en chasser les Français au mois de juin. Le 20, Ottaviano Sforza, évêque de Lodi, prend possession de la cité de Milan au nom de Maximilien.

### Le duc
Maximilien devient donc le neuvième duc de Milan ainsi il est accueilli par sa cité et intronisé le 28 décembre 1512.
Son retour sur le trône ducal coûte cependant « cher » au duché. Les Suisses reçoivent, en remerciement, les cités de Lugano, Locarno ainsi que le val d'Ossola. L'alliance des Trois ligues, formée par des habitants des Grisons, occupe la Valteline et les comtés de Bormio et de Chiavenna.
Les Suisses vont se charger du gouvernement du duché de Milan et Maximilien va devenir un pantin entre leurs mains.
Les hostilités en Italie du Nord n'en sont pas finies pour autant. Le pape Jules II meurt en février 1513, remplacé par Léon X. Les Vénitiens quittent la sainte Ligue et, dans l'espoir de conquérir Bergame, Brescia et Crema, font alliance avec la France le 13 mars 1513.
En mai 1513, l'armée française, commandée par Louis de La Trémoille et Jacques de Trivulce, passe les Alpes, envahit la Lombardie et met le siège devant Novare où est enfermé Maximilien. Le 6 juin, a lieu la bataille de l'Ariotta où les Suisses, venus au secours de l'armée milanaise, battent les Français. Le 26 juillet, Maximilien peut rentrer à Milan et, sur la fin de l'année 1513, l'armée française retourne en France.
L'année 1514 est une année de tranquillité pour le duché de Milan et les artistes vont s'adonner à la reconstruction et aux réparations des dommages infligés aux édifices par la guerre.

### Le retour des Français
Le 1er janvier 1515, le roi de France Louis XII meurt à Paris.
Son successeur est son cousin germain, François Ier, descendant également de Louis Ier d'Orléans et de Valentine Visconti qui sont ses arrière-grands-parents. Ses prétentions sont doubles car il a épousé Claude, la fille de Louis XII, qui est aussi arrière-petite-fille de Louis d'Orléans et de Valentine. À peine sur le trône, il se met à la tête d'une armée pour faire valoir ses droits sur le duché de Milan.
Le 16 février 1515, le pape fonde une nouvelle ligue réunissant, outre les États pontificaux, l'Empire, la couronne d'Aragon, la Suisse et Milan. Le 5 avril, la France et Venise renouvellent leur alliance de mars 1513.
Le 13 août 1515, le chef de l'armée milanaise, Prospero Colonna est capturé sans combat par une petite troupe de cavaliers français, emmenée par le maréchal La Palisse à Villafranca au Piémont.
Puis, les 13 et 14 septembre, a lieu la bataille de Marignan. Après des engagements acharnés, l'arrivée des Vénitiens, sous le commandement de Bartolomeo d'Alviano, transforme ces combats indécis en une terrible défaite pour Matthieu Schiner et ses troupes suisses qui perdent 14 000 hommes. Les survivants rentrent chez eux en Suisse, emmenant le jeune frère du duc, François qui part résider à Innsbruck sous la garde de l'empereur Maximilien Ier.
Les Français entrent dans Milan le 17 septembre et Maximilien se rend le 4 octobre. François Ier entre dans son nouveau duché le 11 octobre accompagné du duc de Savoie Charles III et du marquis de Montferrat Guillaume IX qui lui font allégeance.
La capitulation est consommée et Maximilien est exilé en France avec une rente annuelle de 35 000 écus.

### La fin de vie
Maximilien meurt à Paris, âgé de 37 ans, le 4 juin 1530.
Un doute subsiste sur sa mort effective à cette date. D'aucuns prétendent qu'il devint moine de l'abbaye de Saint-Germain-des-Prés sous le nom de Celestino da Olgiate et qu'il y mourut en 1552.